# Meropeidae
Meropeidae (лат.) — небольшое семейство скорпионниц, насчитывающее всего три вида, которые встречаются в Южной Америке, Северной Америке и Австралии. Внешне похожи на тараканов. Обладают широкими крыльями с обильным жилкованием, которые складываются на спине. У самцов на конце брюшка располагаются генитальные придатки в виде щипцов, напоминающие церки уховерток. Имаго ведут ночной образ жизни, держатся близко к земле. Личинки неизвестны.

## Палеонтология
Представители семейства найдены в отложениях средней юры Сибири и в меловом бирманском янтаре.

## Виды
- Austromerope poultoni Killington, 1933 (Австралия)
- Austromerope brasiliensis Machado et al., 2013 (Бразилия)
- Merope tuber Newman, 1838 (США, Канада)